# Dernier Rendez-Vous (Paris) Avec Pablo Villafranca
Dernier Rendez-Vous es la versión Francesa de la canción París, de La Oreja de Van Gogh a dueto con Pablo Villafranca, y  Amaia Montero originalmente para la versión francesa del disco Lo que te conté mientras te hacías la dormida. Se compone de ambos idiomas.